# Love Is Forever
Love Is Forever – debiutancki singiel duńskiej piosenkarki Leonory Colmor Jepsen, wydany cyfrowo 1 lutego 2019 przez wytwórnię TheArrangement. Piosenkę napisali Lise Cabble, Melanie Wehbe i Emil Rosendal Lei.
Piosenka zawiera tekst w językach angielskim i francuskim, a także kilka zwrotów w językach niemieckim i duńskim.
W lutym 2019 utwór zajął pierwsze miejsce w głosowaniu jurorów i telewidzów w finale programu Dansk Melodi Grand Prix 2019, dzięki czemu  reprezentował Danię w 64. Konkursie Piosenki Eurowizji w Tel Awiwie. W finale konkursu piosenka zajęła 12. miejsce po zdobyciu 120 punktów w tym 51 punktów od telewidzów (15. miejsce) i 69 pkt od jurorów (12. miejsce).

## Lista utworów
Digital download
1. „Love Is Forever” – 3:01